# Ютар
«ЮТаР» — закрита українська телерадіокомпанія, яка мовила на Київ та Київську область. Назву компанії її керівництво пояснювало англійською абревіатурою «UTaR» — Unity of TV and Radio, тобто «Об'єднання ТБ і Радіо».

## Історія
«ЮТаР» був заснований у 1989 році як компанія, що займалася створенням і обслуговуванням в Києві мереж кабельного телебачення. У липні—серпні 1991 року на 7 каналі в Києві серед інших виходили програми, надані телекомпанією «ЮТаР», яка представляла культурологічні програми виробництва своїх німецьких партнерів з телерадіокомпанії «Deutsche Welle» — «Поворотна сцена Європи» і деякі інші. А з серпня 1993 року протягом деякого часу на 7 каналі о 7:30 та 18:30 стали виходити окремі півгодинні блоки «ЮТаР».
У жовтні 1991 року з'являється в ефірі на 32-му київському телеканалі. Спочатку 2—3 годинними блоками щовівторка і щосуботи, а потім щодня. Ефір телекомпанії «ЮТаР» в 1991 році складався з художніх та мультиплікаційних фільмів, передач виробництва німецької телерадіокомпанії «Deutsche Welle», перекладених на російську мову (голосом або субтитрами), добірок відеокліпів, а також ряду авторських програм виробництва самої телекомпанії «ЮТаР», зокрема, передачі під назвою «Програма "О!?"…». Мовлення на 32 каналі компанія припинила в січні 1992-го.
Навесні 1992 телекомпанія «Ютар» була реорганізована в Українську корпорацію «Телебачення і Радіомовлення „ЮТаР“». Таку гучну назву пояснювали великими амбіціями і грандіозними планами, які виношувало керівництво організації.
29 червня 1992 року розпочалось мовлення ТРК «ЮТаР» на 37 каналі — поки тільки «технічне» (як повідомляла заставка). Щодня з 15:00 до 23:00 транслювалися художні та мультиплікаційні фільми, а також відеокліпи. Трансляції програм ТРК «ЮТаР» на 37 телеканалі в 1992 році здійснювалися під брендом «ЮТаР — плюс». До кінця серпня у телекомпанії з'явився ранковий блок. До вересня поступово почала формуватися програмна сітка. Наприклад, щоранку телеканал починав з «уроку аеробіки» (записаного з ефіру якогось супутникового каналу, назва якого була «заклеєна» логотипом «UTaR Plus»). З'явилася програма київських новин — «Столичний Експрес». У рубриці «Час іномовлення» транслювалися блоки новин різних супутникових каналів — ITN, TV5 Europe, TVE, RAI UNO, RAI DUE, CNN, Euronews, Deutsche Welle. Пізніше рубрика була перейменована на «Sat News». Восени 1992 року на 37 каналі також виходила відома киянам по Ютарівському ефіру на 7 та 32 каналах програма «Поворотна сцена Європи» виробництва «Deutsche Welle» та інформаційно- розважальний блок «Версія».
Згодом на телеканалі «ЮТаР» з'явилися і власні інформаційні програми — щоденні «Новини УНІАР», які телекомпанія готувала за сприяння Українського Незалежного Інформаційного Агентства «Республіка» (УНІАР). Це агентство готувало для телеканалу і щотижневу інформаційно-аналітичну програму — «Десятка» з рядом інших інформаційних проєктів. Примітно, що в даних інформаційних програмах синхрони і титри робилися згідно з нормами Скрипниківки.
Співпраця УНІАР і телеканалу «ЮТаР» тривала до 4 вересня 1995 року, коли телеканал розірвав договір з агентством. Дехто вбачав у цьому розриві наслідок політичного тиску — канал пов'язували спочатку з Павлом Лазаренком, згодом звинувачували в симпатіях до Юлії Тимошенко.
У 1993 році ефір на 37 київському каналі формувався за принципом постійної сітки: певні відрізки часу були виділені для програм конкретної тематичної спрямованості: фільми, мультфільми, пізнавальні програми, новини УНІАР, новини супутникових каналів тощо. Не уникла телекомпанія та характерною для телеканалів того часу моди на телегазети. На каналі «ЮТаР Плюс» подібний проект виходив під назвою «Телемаркет».
Через те, що сітка програм телеканалу «ЮТаР Плюс» у 1993 році була складена таким чином, що програми однакової спрямованості виходили в один час по буднях, та й у вихідні, то й у газетах розклад передач телеканалу друкувалося у вигляді таблички, до якої додавався анонс художніх фільмів. Наприклад, у понеділок о 19:30 — «Поліцейська академія», у вівторок у цей же час — «Фантомас», у середу — «Рембо» тощо.
У 1994 році телерадіокомпанія «ЮТаР» відмовилася від приставки «плюс». Ефір каналу також змінився, наповнившись цілою низкою нових програм. Зокрема тут з'явилися економічні новини від компанії «Експрес-Інформ». Крім того, вдень «ЮТаР» почав транслювати окремі програми виробництва московської телекомпанії «ТВ-6», що стартувала у Москві в січні 1993 року. Цього разу, на відміну від минулих дослідів «ЮТаР» з ретрансляцією програм закордонних телекомпаній, прямих трансляцій не було. Блоки програм «ТВ-6 Москва» виходили на 37-му київському каналі в записі за сприяння київської телекомпанії «Обрій». При цьому якість записів іноді була незадовільної якості. У рамках блоків програм «ТВ-6 Москва» на ТРК «ЮТаР» транслювалися художні фільми, музичні новини, а також низка тематичних програм виробництва «ТВ-6» та телекомпанії CNN з російськомовним перекладом від московської компанії.
На початку 1997 року на 37 телеканалі почали виходити програми нової компанії ТРК «Заграва», якій дали ліцензію на мовлення разом з каналом «ЮТаР», що вже давно мовив тут. При цьому сам «ЮТаР» якийсь час давав в ефірі заставки, які інформували глядачів про те, що компанія змушена змінити сітку мовлення у зв'язку з рішенням НацРади, яке залишало за «ЮТаР»-ом на 37 телечастоті 20 годин на добу, а чотири години, що залишилися — були виділені «Заграві».
В другій половині 1990-х—початку двухтисячних років «ЮТаР» не відрізнявся в плані програмного наповнення від більшості тодішніх каналів «третього ешелону». Тут не було ні особливо рейтингових програм, ні хорошого фільмопоказу. Частину програмної сітки каналу як і раніше займали програми виробництва російського супутникового телеканалу «ТВ-6 Москва», а після його закриття на початку 2002 року — програми виробництва російського «РТР».
Власне, трансляцію програм зарубіжних мовників і поставили у провину телекомпанії члени Нацради, мотивуючи рішення, прийняте не на користь «ЮТаР» при підбитті підсумків конкурсу на право мовлення на 37-му київському каналі. 17 квітня 2002 Національна рада з питань телебачення і радіомовлення відмовила телекомпанії «ЮТаР» в переліцензуванні, і віддала право мовлення на 37 телеканалі телекомпанії «TV Табачук». 20 червня 2002 року о 13:10 попри рішення Господарського суду м. Києва №19/296 від 15 травня 2002 року — телекомпанії «ЮТАР» перекрито вихід в ефір.

## Наповнення каналу
Програми власного виробництва:
- «Новини УНІАР» (з 1995 року — «Новини ЮТАР»)
- «Рада»
- «Музичний тижневик»
- «Прем'єр-відео»
- «Арт-афіша»
- «Людина собаці друг»;
- «Уроки постмодерну» (ведучий — Дмитро Корчинський).

Також у 1995 році на каналі з’явилися передачі виробництва телерадіокомпанії «ЮАНА»:
- «Мода сьогодні»
- «Вікно в містику»
- «Інновація»
- «Пульсар»

### Мадемуазель Шоу[13]
Весна 1995 року стала часом появи першого у київському ефірі еротичного шоу. Програма «Мадемуазель Шоу», яка виходила на телеканалі «ЮТаР» у пізній вечірній час, близько опівночі, являла собою гру «на роздягання», в якій спеціально відібрані симпатичні дівчата мали вгадувати слова. Вгадала — отримуй грошовий приз, не вгадала — знімай із себе якусь деталь одягу. Вів програму відомий український драматичний актор Євген Паперний.
Програма викликала неоднозначну реакцію в суспільстві: деякі її любили, деякі вимагали закрити та писали відповідні листи до різних інстанцій — мовляв, розбещують молодь. Втім, існувала думка, що вся ця програма — звичайне шоу, розписане від початку до кінця за продуманим сценарієм. Мовляв, запрошують до програми професійних актрис, які й відіграють свої ролі.
Щоправда, сам Євген Паперний у різних інтерв'ю стверджував, що все було по-чесному: дівчат на програму відбирали «з вулиці», а всіх професійних моделей та стриптизерок — відбраковували. І взагалі важко було — за один раз записувалося дві-три програми, при цьому учасниць доводилося навчати навичкам поведінки перед камерою, граціозності рухів, гарному роздяганню. Призи для переможниць також були справжніми — телевізори, відеомагнітофони, туристичні путівки. Та й білизну дівчатам для запису програми представляв спонсор.
Як би там не було, згодом програма зникла з ефіру. Втім, керівництво телекомпанії «ЮТаР» періодично обіцяло дане шоу відродити в оновленому вигляді.

## Логотипи
| Логотип | Опис |
| ------- | --- |
|         | Офіційний логотип компанії з 1993 року. До 1998 року використовувався тільки в заставках, де був блідо-рожевого та жовтого кольорів. З 1999 по 2002 рік почали використовуватись різні відтінки синього та голубого. |
|         | Логотип, що використовувався у газетах з 1991 по 1992 рік. |
|         | Перший логотип, який використовувався в ефірі з 1992 по 1998 рік. Знаходився у правому верхньому куті. |
|         | Другий ефірний логотип у 1998 році. Був жовтого кольору, знаходився у правому нижньому куті, іноді переміщався у лівий верхній.                                                                                      |
|         | Третій ефірний логотип з 1999 по 2002 рік. Був білого кольору, напівпрозорий. Знаходився у правому верхньому куті, іноді переміщався у лівий верхній.                                                                |

## Записи ефіру
| Зовнішні відеофайли                                                                               |
| ------------------------------------------------------------------------------------------------- |
| 1. Заставки і фрагменти передач UTAR у 90-х роках                                                 |
| 2. Ютар Business news                                                                             |
| 3. Заставка "Бізнес новини" ЮТАР                                                                  |
| 4. Заставка ЮТАР; заставка, реклама та початок серіалу "Сусіди" - ретрансляція ТВ-6 Москва (1995) |
| 5. Невідомий концерт Задорнова на ЮТАР (1998)                                                     |
| 6. Собаки Шнауцер - передача "Ютару" (1998 або 1999?)                                             |
| 7. ТВ-6 в ретрансляції ЮТАРу і сам ЮТАР - Рекламні блоки, фрагменти програм та інше (частина 1)   |
| 8. ТВ-6 з ЮТАРом - Рекламні блоки (1998 і 1997) (частина 2)                                       |